# Unione delle Torri
Unione delle Torri è stata l'unione dei comuni di Gazoldo degli Ippoliti e Mariana Mantovana, in provincia di Mantova, così denominata in aprile 2015 e cessata nel 2020